# Philagrina recurva
Philagrina recurva är en insektsart som beskrevs av Victor Lallemand 1946. Philagrina recurva ingår i släktet Philagrina och familjen spottstritar. Inga underarter finns listade i Catalogue of Life.